# Cerros (fornlämning i Belize)
Cerros är en fornlämning i Belize.   Den ligger i distriktet Corozal, i den norra delen av landet, 130 km norr om huvudstaden Belmopan. Cerros ligger 9 meter över havet.
Terrängen runt Cerros är mycket platt. Havet är nära Cerros åt nordost. Närmaste större samhälle är Corozal, 6,0 km nordväst om Cerros.